# Нанкра
Нанкра́ (фр. Nancras) — коммуна во Франции, находится в регионе Пуату — Шаранта. Департамент коммуны — Шаранта Приморская. Входит в состав кантона Сожон. Округ коммуны — Сент.
Код INSEE коммуны — 17255.

## Население
Население коммуны на 2010 год составляло 678 человек.
| 1962 | 1968 | 1975 | 1982 | 1990 | 1999 | 2010 |
| ---- | ---- | ---- | ---- | ---- | ---- | ---- |
| 261  | 303  | 302  | 325  | 353  | 418  | 678  |